# Lamborghini Faena
O Lamborghini Faena é um automóvel da Lamborghini. É o sucessor do Lamborghini Espada.
Em 1978, a Lamborghini construíu uma única variação sedan de 4 portas do Lamborghini Espada, chamado Faena. O carro foi estendido em 18 centímetros e foi revelado no Salão de Turim de 1978. Atualmente ele é de um colecionador Suíço.